# ラングフルト
ラングフルト (ドイツ語: Langfurth) は、ドイツ連邦共和国バイエルン州ミッテルフランケンのアンスバッハ郡に属す町村（以下、本項では便宜上「町」と記述する）。

## 地理

### 自治体の構成
この町は、公式には9つの地区 (Ort) からなる。このうち小集落や孤立農場などを除く集落を以下に列記する。
- アンメルブルッフ
- ドルフケンマーテン
- ラングフルト
- マッツマンスドルフ
- オーバーケンマーテン
- シュリールベルク

## 歴史
現在ミッテルフランケンのラングフルトは、1792年までプロイセン領アンスバッハ侯領に属した。1806年のライン同盟に基づく領土交換によりこの村はバイエルン領となった。

## 行政

### 議会
ラングフルトの議会は、町長を含め15議席からなる。

### 紋章
図柄: 紋章の基部は銀と黒の市松模様の四分割。その上部は、波線で左右二分割。向かって左は、緑地に3本の銀の斜め帯。向かって右は、銀地に赤の縦帯。

## 経済と社会資本
ラングフルトは、ロマンティック・フランケン観光連盟に加盟している。

### 交通
ラングフルトは、古城街道、およびフランケン自衛教会街道沿いに位置している。

## 引用
1. ↑  https://www.statistikdaten.bayern.de/genesis/online?operation=result&code=12411-003r&leerzeilen=false&language=de Genesis-Online-Datenbank des Bayerischen Landesamtes für Statistik Tabelle 12411-003r Fortschreibung des Bevölkerungsstandes: Gemeinden, Stichtag (Einwohnerzahlen auf Grundlage des Zensus 2011)
2. ↑  Bayerische Landesbibliothek Online